# 楼福卿
楼福卿（1908年—1989年12月20日），曾用名介繁，浙江宁波人。中华人民共和国国际金融专家、银行家。曾任英国伦敦中国银行经理，中华人民共和国银行业海外拓展业务的先驱人物。

## 生平

### 早年及民国时期
浙江宁波人，1908年8月，出生于大清上海县（今上海市）。1929年，毕业于国立清华大学经济系。曾与王淦昌、葛春霖等同学。毕业后，曾短暂在清华大学任教，担任经济系之助教。回到上海后，曾在上海章华毛绒纺织厂担任会计员。1931年，入职中国银行。民国时期，先后担任中国银行在北平，上海，香港，印度尼西亚雅加达，英国伦敦等海内分支机构的职务。先后担任有：
- 上海中国银行总管理处总帐室办事员
- 北平中国银行总管理处储蓄部襄理兼营业主任
- 上海中国银行总管理处储蓄部襄理兼营业主任
- 中国银行驻香港办事处储蓄部襄理（抗日战争时期）
- 中国银行驻印度尼西亚雅加达经理处副经理（抗日战争时期）
- 英国伦敦中国银行副经理（1947年到任）

### 中华人民共和国时期
中华人民共和国成立后，楼福卿当时担任中国银行伦敦分行副经理。周恩来向中国各大驻外机构发出护产命令，中国银行伦敦分行时任经理犹豫不决，楼福卿则响应周恩来之命令，组织中国银行伦敦分行员工保护分行资产，待时机起义。
1950年1月8日，楼福卿联名中国银行伦敦分行全体职工致电中国银行总管理处承认中华人民共和国，接受中华人民共和国领导。楼福卿也因此担任中国银行伦敦分行经理。楼福卿任上，中国银行伦敦分行成为中华人民共和国海外货币国际结算中心，是中华人民共和国成立后对外经济贸易联系的重要节点，也为今日伦敦人民币离岸业务打下了坚实基础。在楼福卿努力下，中国银行业在海外设立的第一家机构——中国银行伦敦分行纳入中华人民共和国管理。
1964年，楼福卿奉调回国，是中国银行董事会常务董事职务，担任中国银行顾问。楼福卿是第四、五、六、七届全国政协委员。1981年，将毕生积蓄15万元人民币捐献给国家。1989年12月20日，逝世于北京。根据遗嘱，遗体器官献给医院作医学研究，骨灰撒在长城内外。1989年12月25日，人民日报特刊讣告。